# Dorothy Hyson
 Dorothy 'Dot' Wardell Heisen, Lady Quayle (Chicago, 24 december 1914 - Londen, 23 mei 1996) was een Amerikaanse actrice. Ze was de dochter van actrice Dorothy Dickson.

## Filmografie
- The Importance of Being Earnest (1946, televisiefilm)
- You Will Remember (1941)
- Spare a Copper (1940)
- L'avare (1939, televisiefilm)
- The Royal Family of Broadway (1939, televisiefilm)
- The Constant Nymph (1938, televisiefilm)
- The Crooked Billet (1938, televisiefilm)
- Sing As We Go (1934)
- A Cup of Kindness (1934)
- Turkey Time (1933)
- Happy (1933)
- That's a Good Girl (1933)
- The Ghoul (1933)
- Soldiers of the King (1933)
- Paying the Piper (1921)

## Privé
Hyson trouwde in 1947 met de Engelse acteur Anthony Quayle, haar tweede echtgenoot. Ze bleef bij hem tot aan zijn overlijden in 1989. Samen kregen ze dochters Jenny en Rosanna en zoon Christopher. Hyson trouwde in 1935 al eens met acteur-regisseur Robert Douglas, maar dat huwelijk eindigde in 1945 in een echtscheiding.